# Iglesia reformada presbiteriana de Guinea Ecuatorial
Iglesia Reformada Presbiteriana de Guinea Ecuatorial - IRPGE es una iglesia minoritaria en Guinea Ecuatorial. Es reformada por su teología y presbiteriana por su forma de gobierno. 
La religión principal en Guinea Ecuatorial es el cristianismo, al que se adhieren aproximadamente 85-93% de la población. La mayoría de los cristianos pertenecen a la Iglesia católica (80-87%), mientras que una minoría son protestantes (5-7%). Otro 5% de la población sigue las creencias indígenas, 2% son musulmanes, los seguidores de Baha'i y otras creencias. El cristianismo fue llevado a la zona durante la colonización española, y hoy la Iglesia católica es la iglesia mayoritaria. Desde la década de 1980, ha habido una afluencia de iglesias pentecostales, carismáticas, y grupos evangélicos. Constituyen alrededor del 5% de la población y ahora forman, junto con los protestantes, un 10% del total de los cristianos.
En 1952, aún antes de la independencia, el gobierno colonial español cerró todas las iglesias protestantes existentes, debido a su fuerte relación con la jerarquía católica en España. Durante la dictadura de Francisco Macías Nguema actividades religiosas se vieron considerablemente limitados. La mayoría de las iglesias fueron cerradas por orden presidencial en 1975, y la Iglesia católica fue prohibida en 1978. Estas órdenes fueron revocadas después del golpe que llevó a Obiang al poder en 1979, pero muchas denominaciones, en particular los Testigos de Jehová, fueron prohibidos una vez más en 1986.

## Historia

### Orígenes
Un grupo de misioneros de la Iglesia Presbiteriana de los Estados Unidos (Sínodo de Nueva Jersey) se instaló en la isla de Corisco en el Golfo de Guinea en 1850. A partir de ahí se trasladaron al continente donde fundaron la primera congregación en Bolondo (ahora Mbini). Se extendieron al interior del continente creando más congregaciones, así como escuelas y obras médicas, como lo hicieron también en la zona costera. En 1900, Francia cedió el territorio de Río Muni (la parte continental de Guinea Ecuatorial) a España. Esto dio lugar a la creación de la Iglesia católica, marcada por una actitud de inquisición, cuando la iglesia reformada tuvo que enfrentar muchas dificultades. La intolerancia y la persecución produjo un cambio inevitable en las circunstancias de la Iglesia Evangélica Presbiteriana de Guinea Española, que tuvo que abandonar sus escuelas y el trabajo médico. En 1924, todos los misioneros se vieron obligados a abandonar el país.
Con el fin de revitalizar las actividades, la Misión Presbiteriana Americana envió una pareja de misioneros en 1932 que organizó la Asociación de las Mujeres, que hasta hoy sigue siendo una parte muy importante de la iglesia. En 1936, la Asociación de Jóvenes fue creado. En 1952, el gobierno español cerró todas las iglesias protestantes, permitiendo sólo las que existían antes del establecimiento del régimen de Franco para volver a abrir. En 1957, el presbiterio de Río Muni se unió a la Iglesia Presbiteriana de Camerún (Eglise Presbytérienne Camerounaise - EPC) como parte del sínodo regional MUNICAM (Muni y Camerún). 
Varios misioneros norteamericanos trabajaron en la iglesia durante este período, pero lo abandonaron en 1968, poco antes de la independencia. Entre 1936 y 1962 la iglesia se vio fortalecida por las actividades de un grupo de pastores enviados por la EPC. En 1960, una veintena de delegados se reunieron por última vez como el presbiterio del Sínodo de New Jersey. Se aprobó una nueva constitución y la iglesia se juntó a la iglesia autónoma a que se refiere como la Iglesia Evangélica Presbiteriana de Guinea Española. Después de la independencia del país, el 12 de octubre de 1968, esta iglesia trabajó con la aceptación de las autoridades del nuevo gobierno. Sin embargo, bajo el régimen de Francisco Nguema Macías la iglesia otra vez experimentó una represión feroz y tuviera que consolidar de nuevo.
En 1969, la dicha iglesia presbiteriana se unió con la iglesia que había resultado de la obra misionera de la Cruzada Evangélica Mundial en el ámbito de Akurenam (Cruzada Mundial de evangelización), y en 1973 las dos iglesias formaron, junto con la Iglesia Metodista, la Iglesia Reformada de Guinea Ecuatorial (IRGE). La Iglesia Metodista se había formado en Bioko, gracias a los esfuerzos de los metodistas británicos. La unión era ambiguo porque no había un verdadero acuerdo sobre la autoridad de la nueva iglesia sobre las tres iglesias preexistentes. Las tensiones estaban previstas y el sindicato se vino abajo. Desde enero de 1996, la IRGE funcionó como una federación de iglesias y su nombre ha sido cambiado al Consejo de Iglesias Evangélicas en Guinea Ecuatorial (CIEGE - no está funcionando de nuevo desde 1997, pero ahora las primeras conversaciones están pasando sobre un restablecimiento del Consejo de Iglesias). Uno de los miembros es la Iglesia Presbiteriana Reformada autónomo de Guinea Ecuatorial (IRPGE). Es reformada por su teología y presbiteriana por su forma de gobierno, tal como se indica en su constitución. Los otros miembros del CIEGE son la Iglesia Metodista y la Iglesia Evangélica Cruzada.

### La IRPGE hoy
Hoy, la IRPGE es una iglesia minoritaria dentro del país de Guinea Ecuatorial, que está dominado por la Iglesia católica. Según los datos recopilados en 2006, la IRPGE cuenta con aproximadamente 8.000 miembros en 21 congregaciones, incluso las congregaciones en la parte continental y en la isla de Bioko. Sin embargo, una encuesta más reciente de la Iglesia comprueba hechos diferentes: el número aproximado de miembros acerca los 2.550 en los tres presbiterios. Manuel Nzoh Asumu ha sido Secretario General de la IRPGE desde 2009.
La incorporación de la IRPGE a redes nacionales e internacionales, como el Consejo de Iglesias Evangélicas de Guinea Ecuatorial (CIEGE), la Alianza Reformada Mundial (ARM) o el Consejo Mundial de Iglesias (CMI) es indispensable para la IRPGE. La conexión con la EPC parece ser todavía muy influyente en términos de organización, administración y educación. En relación con la ordenación de mujeres, la IRPGE se refiere a la normativa de la EPC que tampoco ordena a las mujeres hasta la fecha. 
LA IRPGE es miembro de
- Consejo Mundial de Iglesias (CMI); comunidad mundial de 349 iglesias que buscan la unidad, un testimonio común y el servicio cristiano.
- Alianza Reformada Mundial (ARM); agrupación mundial más grande y más antigua de las iglesias reformadas.
- All Africa Conference of Churches (AACC); comunión africana de las iglesias e instituciones cristianas que trabajan juntos en su testimonio común del Evangelio.
- Consejo de Iglesias Evangélicas de Guinea Ecuatorial (CIEGE); comunión ecuatoguineana de iglesias que confiesan al Señor Jesucristo como Dios y Salvador.

### Actividades
La IRPGE se involucra en proyectos relacionados con la formación teológica, la salud y la educación. Con el apoyo de la IRPGE, una amplia variedad de edificios como iglesias, dispensarios, escuelas y jardines de infancia han sido o están siendo construidas en diferentes congregaciones. Especialmente, las iglesias de nueva construcción son bastante generosas en comparación con el número de socios. Generalmente, el mejoramiento de la infraestructura implica mayores ingresos financieros para cada congregación, pero no para la estructura de la iglesia en general.
La Asociación de Mujeres es un grupo muy dinámico de mujeres que siguen trabajando juntas desde 1948, ya durante la existencia de la IRGE. Hoy, esta asociación tiene una presidente nacional y se reúne cada 3 meses. Está organizado en tres comisiones:
- Desarrollo: Se ha comprometido a los cultivos tales como el plátano. Los ingresos benefician los proyectos de desarrollo implementados y ejecutados por la misma Asociación.
- Evangelización y Oración: Se dedica a la evangelización y la oración para alcanzar así la gente discapacitada y a los enfermos en sus hogares.
- Comisión de Asistencia y Atención: Se compromete a asistir y cuidar a los enfermos e inválidos en sus casas o en el hospital. Esta ayuda puede ser física, sino también financiera.

También existe una Asociación de Jóvenes, similar a la Asociación de Mujeres. Además, existe una Asociación de Hombres.
La IRPGE cuenta con 17 pastores ordenados. La mayoría se graduó del Seminario Teológico in Bimbia – una institución llevada por la EPC en Camerún con un nivel teológico considerable básico -, algunos de ellos completaron su formación en la Facultad de Teología de Yaundé (Camerún) o en facultades y seminarios en América Latina (Instituto Superior Evangélico de Teología - ISEDET, Buenos Aires, Argentina), respectivamente, en España.